# Irrland
Koordinaten: 51° 33′ 20″ N, 6° 12′ 17″ O
Das Irrland ist ein Freizeitpark in Kevelaer-Twisteden in Nordrhein-Westfalen. Der Park entstand ab 1999 aus einem Bauernhof mit Maislabyrinth und wuchs über die Jahre zu einem Park mit einer Fläche von etwa 30 ha heran. Mit etwa 1 Million Besuchern pro Jahr zählt das Irrland zu den beliebtesten Freizeitattraktionen in der Region Niederrhein. 2012 wurde im Irrland der erste bespielbare Flughafen der Welt eröffnet. Hierbei handelt es sich um eine Groß-Rutschen-Anlage des Herstellers atlantics.

## Geschichte
Das Irrland entstand ab 1999, als das Ehepaar Johannes und Josefine „Josi“ Winkels-Tebartz-van Elst als Nebenerwerb zu seinem Bauernhof ein Maislabyrinth anlegte und dies durch einen Streichelzoo, Ponyreiten und einige Spielgeräte ergänzte. Im Verlauf der Jahre wurde der Park kontinuierlich erweitert. Wegen seiner Keimzelle, des Labyrinths („Irrgarten“) aus Mais, erhielt die Anlage den Namen Irrland, den der Park bis heute führt.
Im Jahr 2010 wurden Gelände und Gebäude des benachbarten Blumen- und Vogelparks Plantaria übernommen, wodurch sich die Fläche des Irrlandes fast verdoppelte.

## Konzept und Angebote
Der Park richtet sich vor allem an Familien mit Kindern bis zum Alter von 12 Jahren. Er verzichtet daher auf aufwändige Fahrgeschäfte und setzt stattdessen auf einfache Ausstattung und familien-/kindgerechte Gestaltung. Die Parkgestaltung orientiert sich an den Themen „Antikes Rom“ und „Italien“.
Im Irrland finden sich u. a.:
- Spielplatz-Bereiche mit Spielgeräten wie Klettergerüsten, Rutschen, Wippen, Schaukeln, Hüpfburgen, Irrgarten, Bausteinen etc.
- Bauernhof-Bereich mit Streichelzoo, Nutztieren, Mais-Scheune, Strohballen-Kletterhaufen etc.
- Wasser-Bereiche mit Planschbecken, Wasserrutschen etc.
- Fahrzeug-Bereiche mit Tretfahrzeugen etc.
- Zoo-Bereiche mit verschiedenen Wildtieren (Kängurus, Papageien, Nasenbären, Affen, Eulen, …)
- „Flugplatz“-Bereich mit ausgemusterten, teilweise bespielbaren Flugzeugen[10]

Über das gesamte Gelände sind Grill- und Picknickplätze verteilt. Es ist den Besuchern ausdrücklich erlaubt, sich hier selbst zu verpflegen.

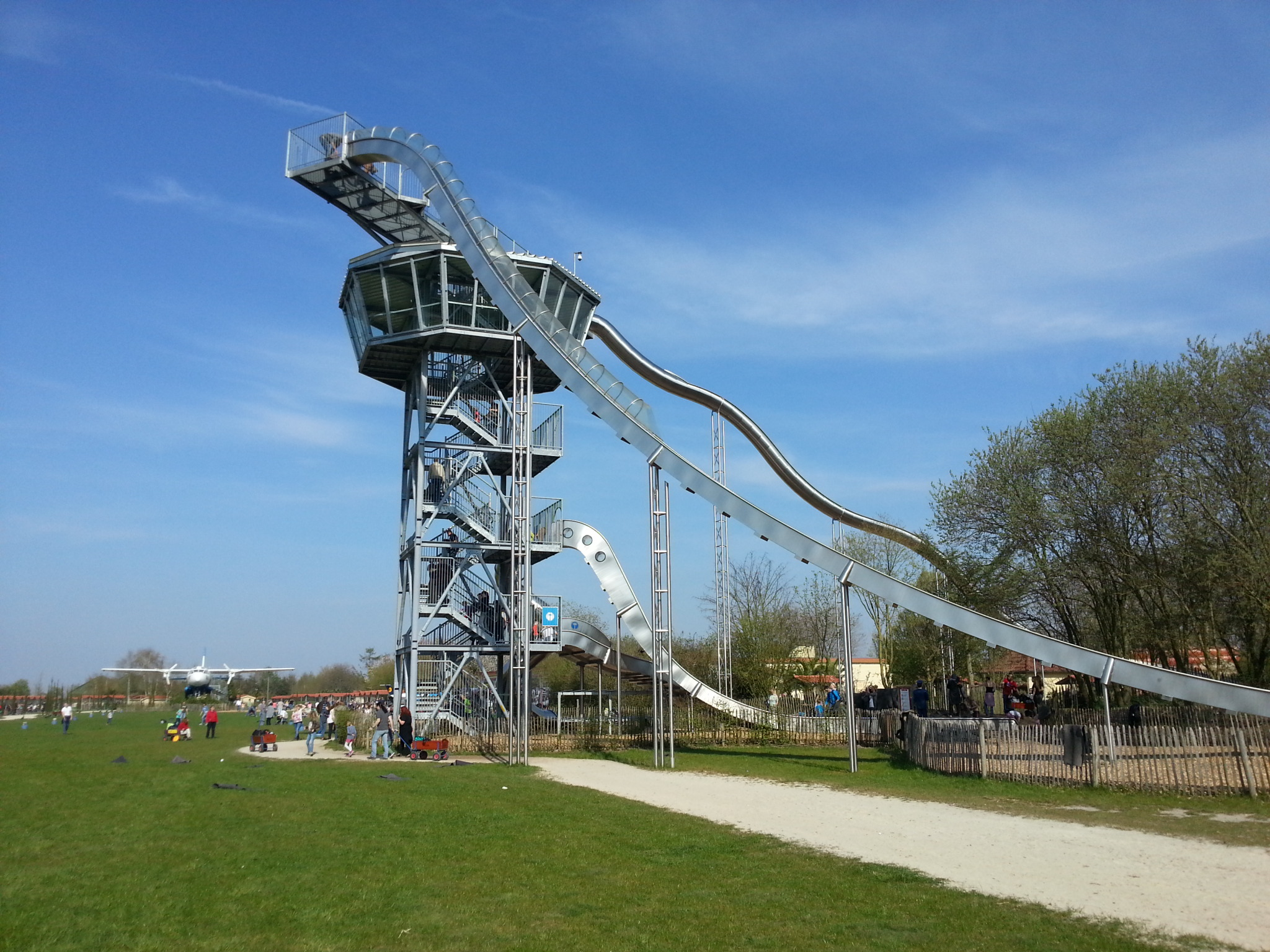
Ein 18 m hoher, als „Tower“ gestalteter Rutschenturm im „Flugplatz“-Bereich
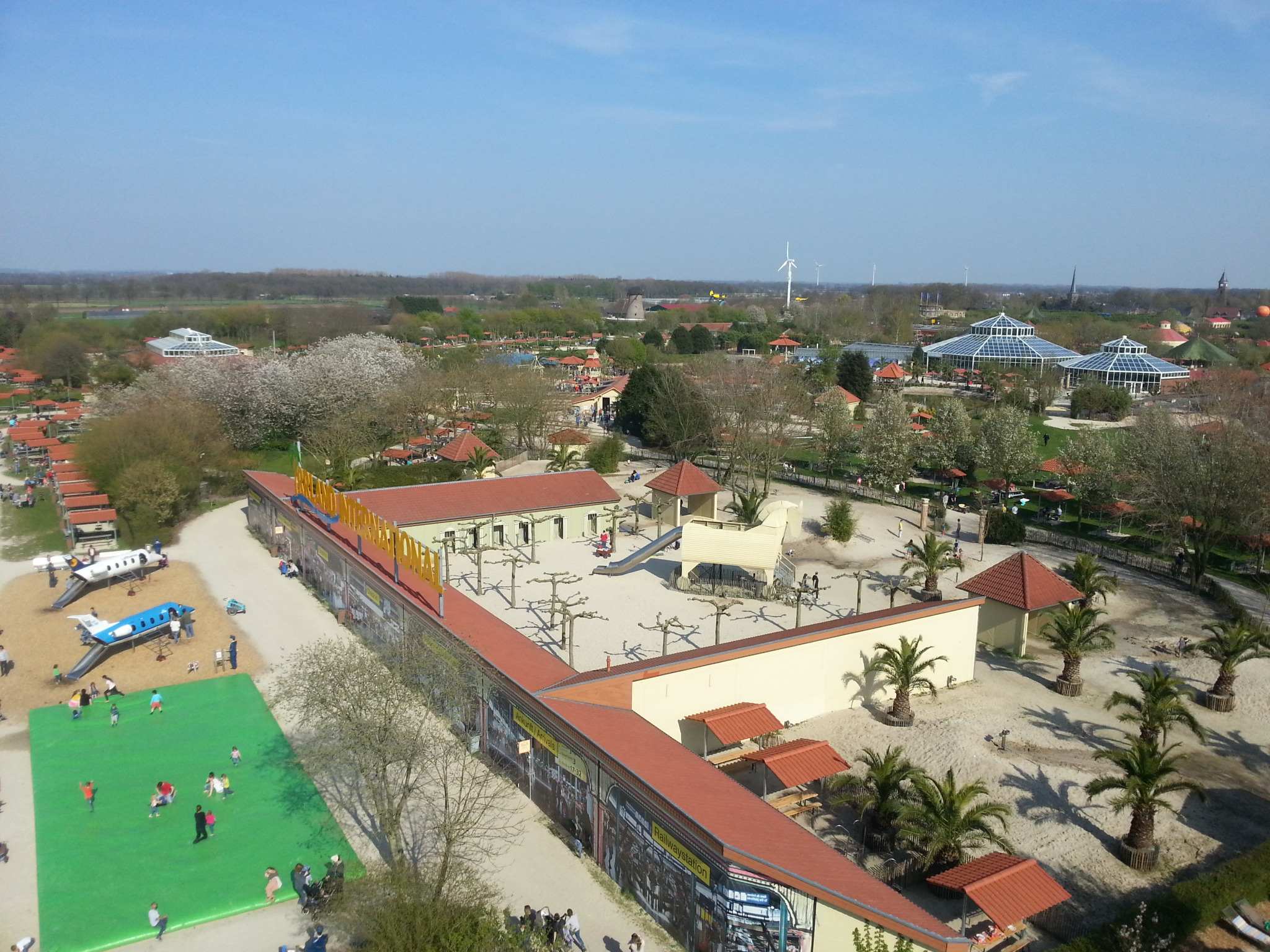
Blick vom „Tower“ über das Gelände
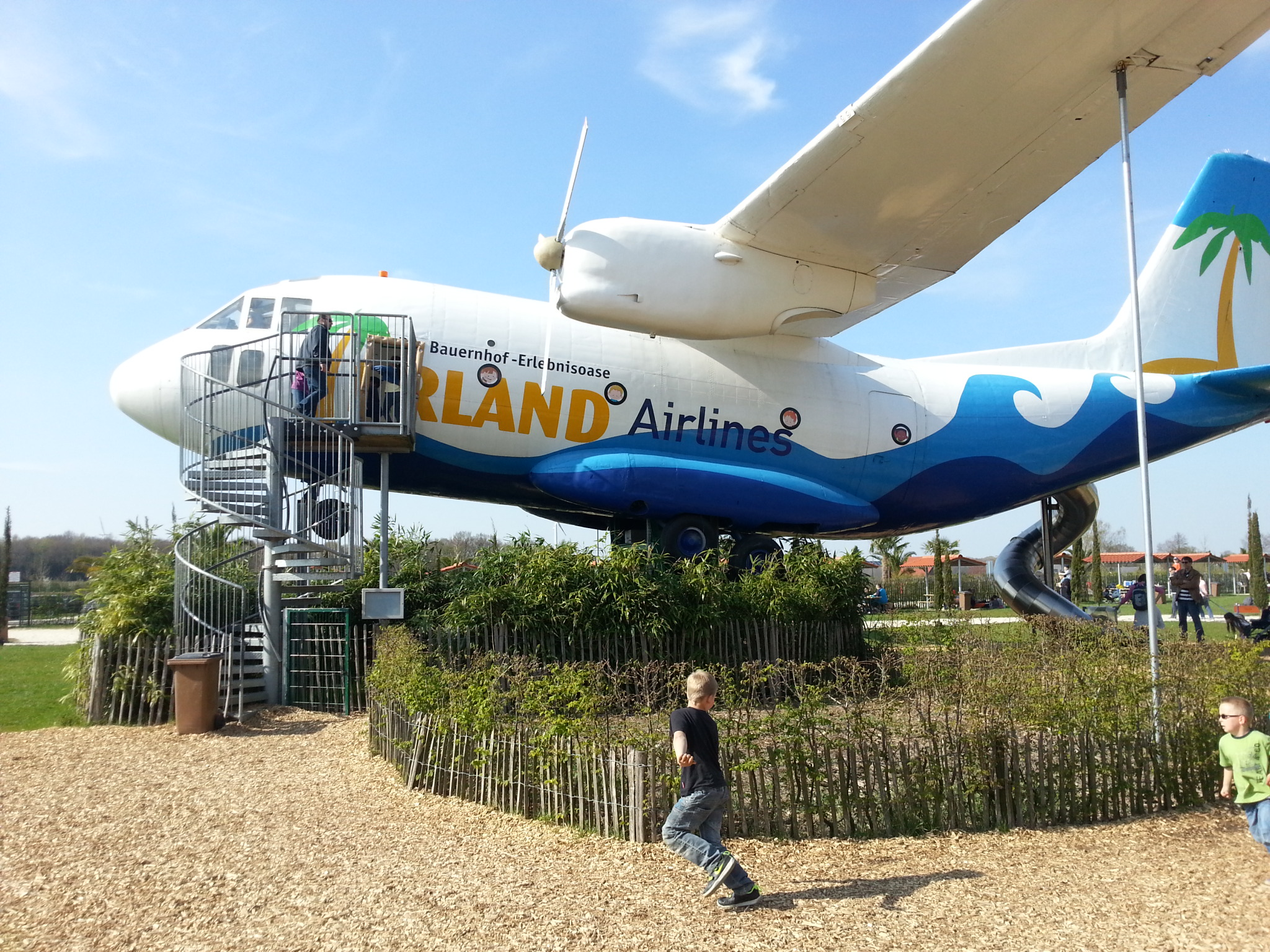
Eines der als Spielgerät hergerichteten, historischen Flugzeuge (hier Typ Aeritalia G.222)
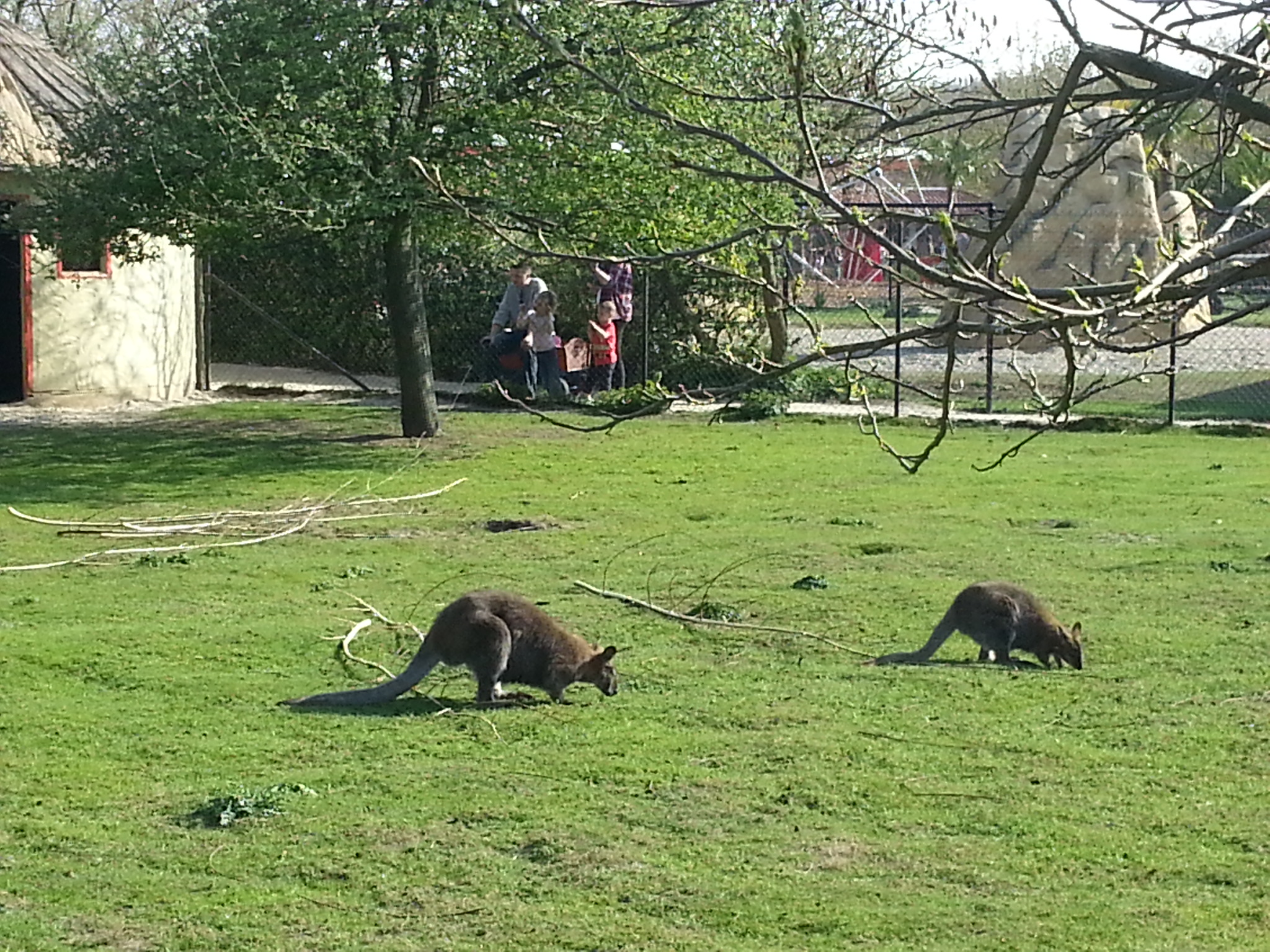
Kängurus (Rotnackenwallabys) im Zoobereich